# Sderot
Sderot (hebrejsky  שְׂדֵרוֹת, arabsky سديروت, v oficiálním přepisu do angličtiny Sederot) je město v Izraeli v Jižním distriktu. Žije zde 30 553 obyvatel (2021).

## Geografie

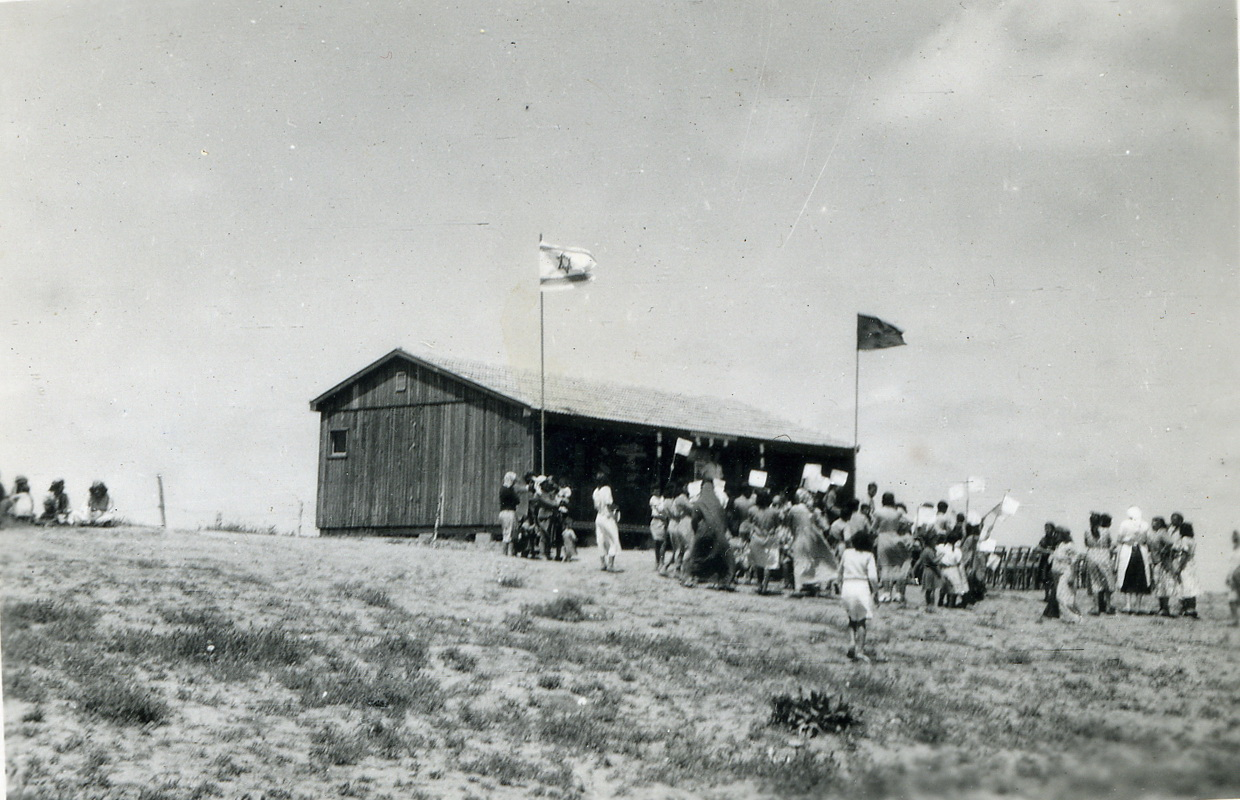
Škola v Sderot na snímku z 50. let 20. století

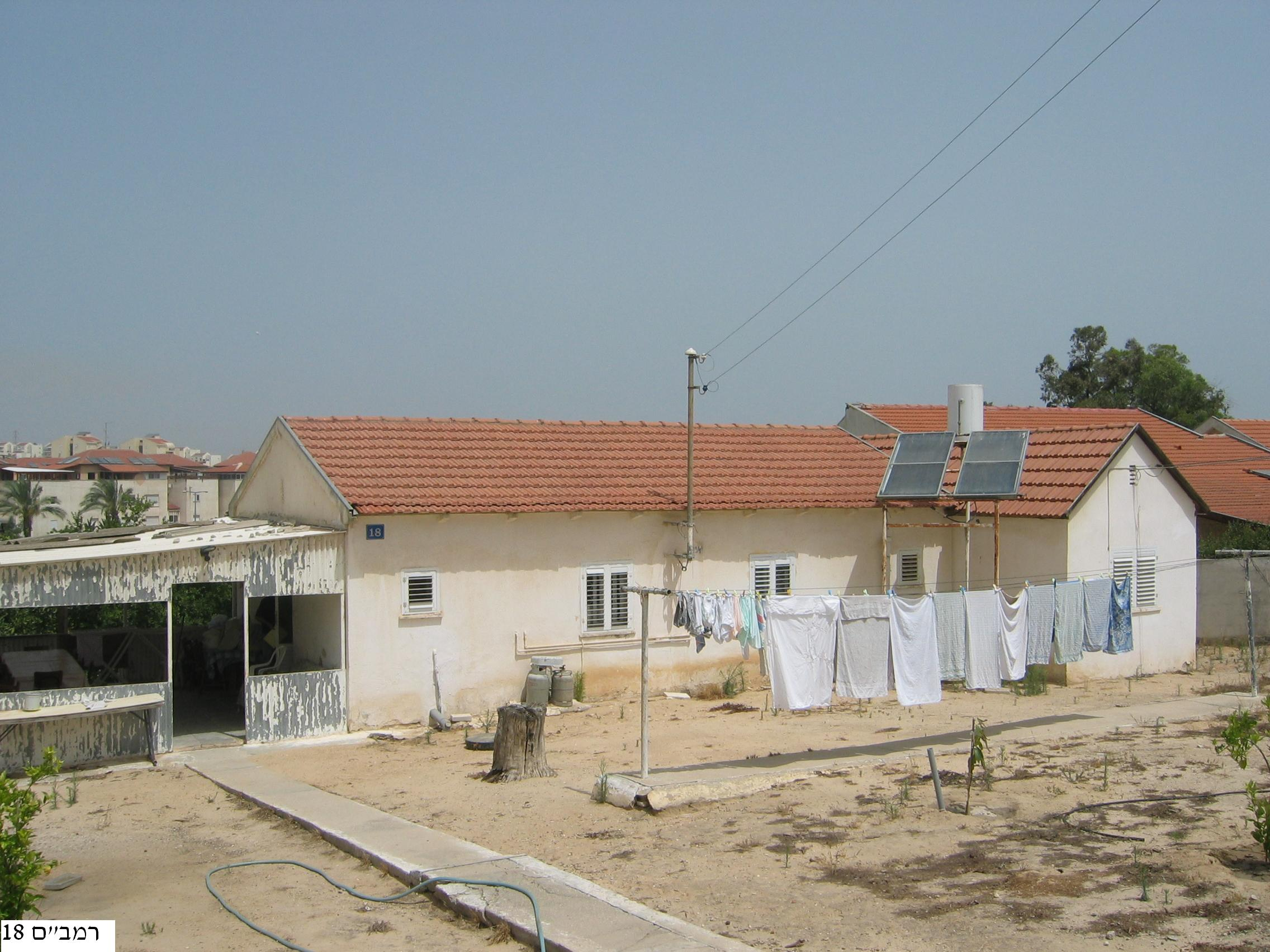
Domy prvních osadníků v Sderotu

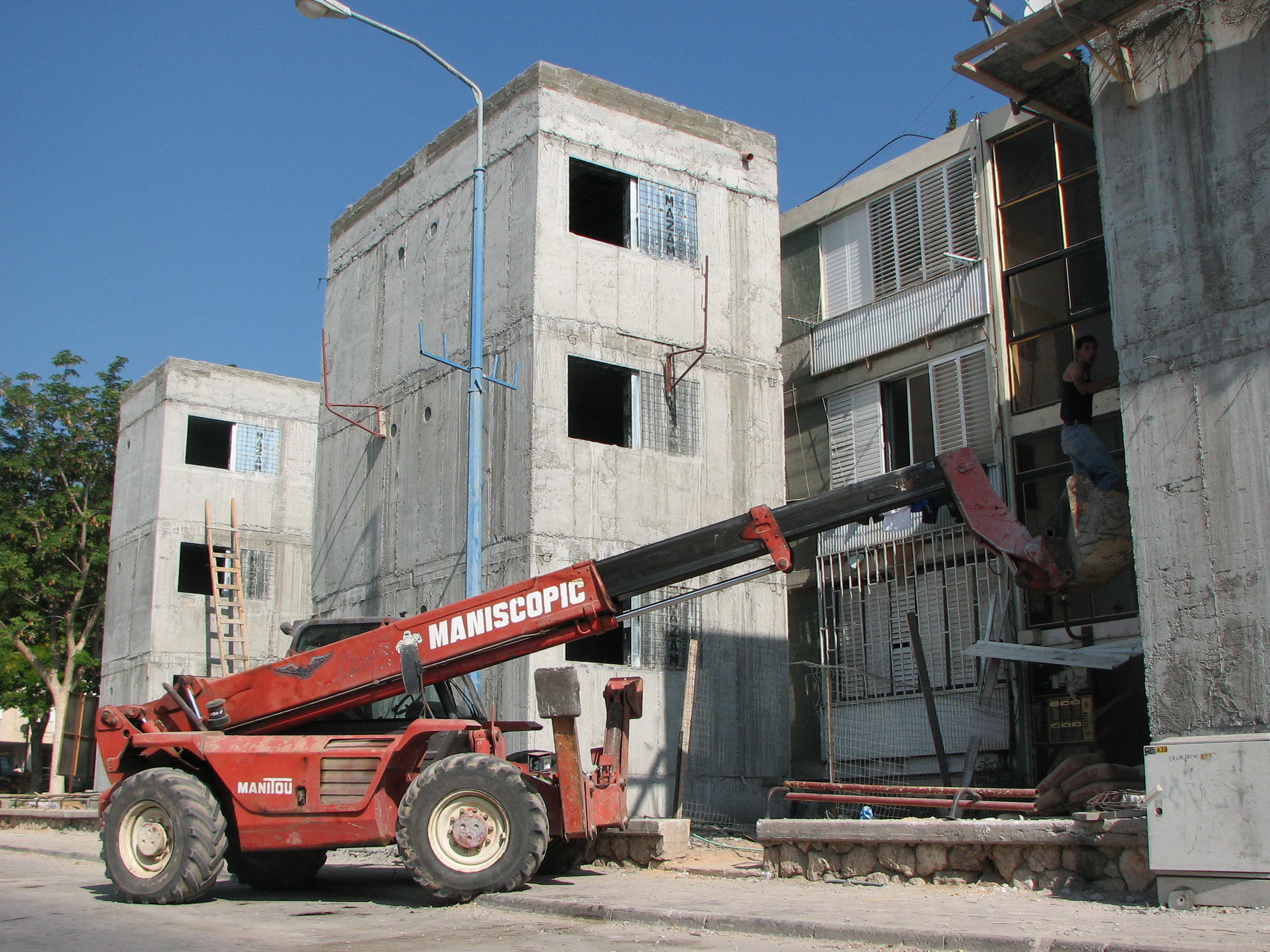
Výstavba soukromých krytů civilní obrany v Sderot

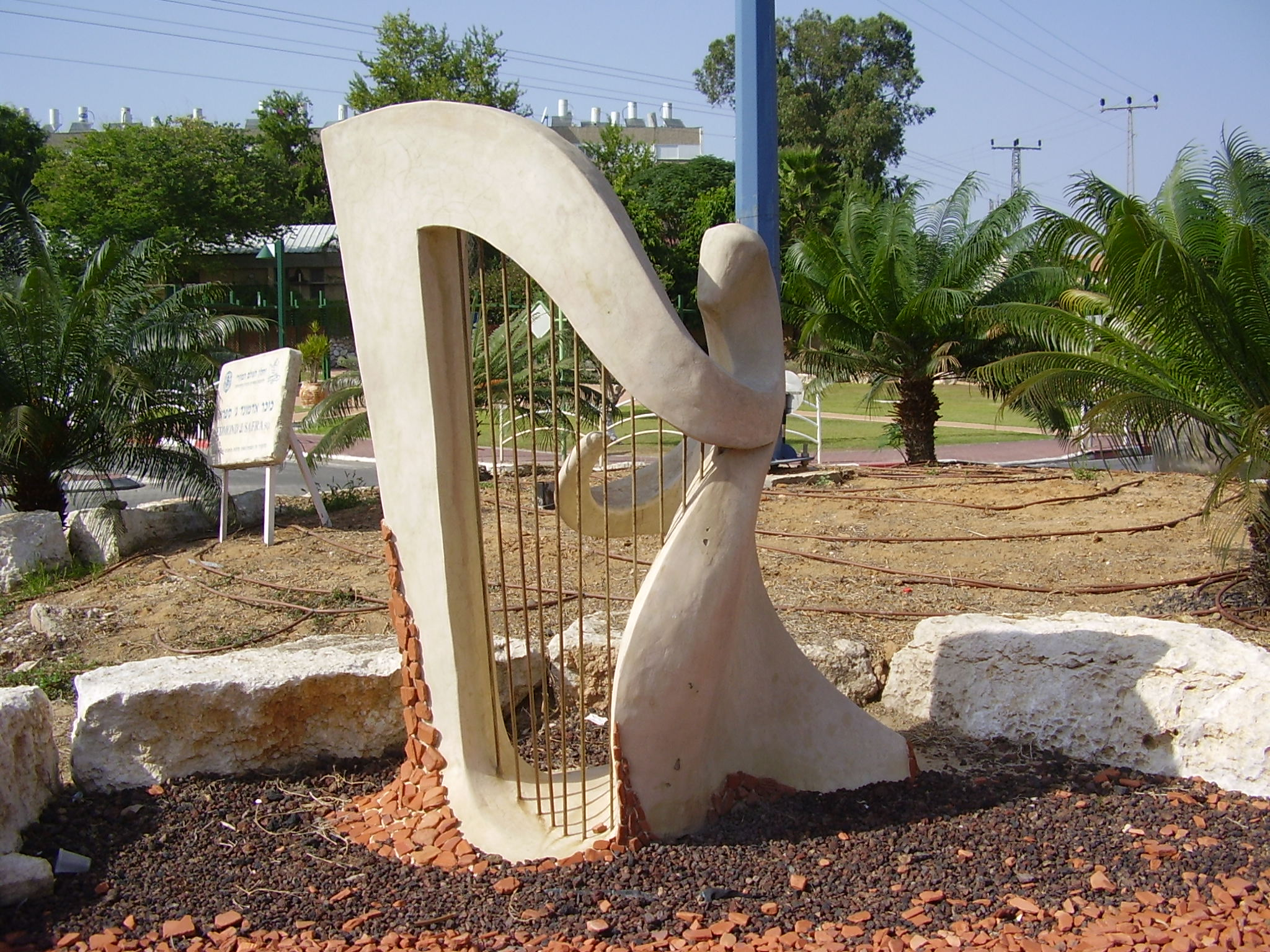
Socha harfisty od místního umělce v Sderot

Nachází se v nadmořské výšce 93 metrů. Leží v severní části Negevské pouště, v krajině jež ale díky intenzivnímu obhospodařování a zavlažování z velké části ztratila pouštní charakter a tvoří spíše přechod k pobřežnímu regionu Šefela. Etnicky jde o oblast s židovským osídlením.
Přímo městem protéká vádí Nachal Nir'am, východně od města prochází vádí Nachal Hoga. V okolním regionu se nachází síť zemědělských vesnic jako Nir Am, Gevim, Dorot nebo Mefalsim. 3 kilometry jihovýchodně od obce se rozkládá soukromá farma rodiny bývalého izraelského premiéra Ariela Šarona Chavat Šikmim.
Sderot je na dopravní síť napojen pomocí dálnice číslo 34, z níž zde odbočují silnice 232 a 334. Podél dálnice číslo 34 prochází od roku 2013 i železniční trať Aškelon–Beerševa. Nachází se tu železniční stanice Sderot.

## Dějiny
První obyvatelé dorazili do Sderotu v roce 1951 do uprchlického tábora (ma'abara) zvaného Gevim-Dorot. Většina obyvatel byli židovští uprchlíci z Íránu a Kurdistánu, kteří předtím, než zde o čtyři roky později (1954) byly vystaveny první budovy, žili ve stanech a chatrčích. Sderot se tak stal nejvýchodnějším rozvojovým městem (tedy plánovitě budovaným sídlištěm) v severním Negevu.
Jméno odkazuje na biblický citát z První knihy královské 6,9: „Tak budoval Šalomoun dům a dokončil jej. Přikryl jej cedrovými trámy a cedrovým obložením“
Od roku 1958 měla obec status místní rady (malého města). V roce 1996 byla povýšena na město.

## Vzdělání
Podle Centrálního statistického úřadu (CBS) se ve městě nachází 14 škol s 3578 studenty. Ti jsou rozděleni do 11 základních škol s 2099 studenty a 6 středních škol s 1479 studenty. 56,5 % studentů 12. ročníků bylo připuštěno v roce 2001 k maturitě.

### Město v obležení
Sderot se nachází kilometr od pásma Gazy a města Bejt Chanún. Město je od počátku druhé intifády (říjen 2000) pod soustavným ostřelováním raketami Kassám, které na město odpalují teroristé z organizací Hamás a Islámský džihád. Tyto podomácku vyráběné střely, navzdory své velké nepřesnosti, způsobují úmrtí a zranění, stejně jako závažné škody na budovách a majetku, psychické problémy a emigraci z města. Izraelská vláda instalovala varovný systém „Rudý poplach“ (Šachar Adom), který má varovat občany před blížícím se raketovým útokem. Systém dává obyvatelům přibližně 10-15 sekund na ukrytí před tím, než dopadnou rakety. Po izraelském stažení se z Pásma Gazy (2005), byly z tohoto území odpáleny tisíce raket Kassám.
Náhlý nárůst vypálených raket z Gazy v květnu 2007 vedl k dočasné evakuaci tisíců obyvatel. K 23. květnu 2007 dopadlo na Sderot celkem 6311 raket. Jedi'ot achronot uvedl, že během léta roku 2007, opustilo město na 3000 z jeho 22 000 obyvatel (většinou klíčoví obyvatelé vyšší a střední třídy) a odstěhovalo se do oblastí mimo dosah raket Kassám. Miliardář Arkadij Gajdamak v nedávných letech podporoval pomocné programy pro obyvatele, kteří nemohou odejít.
Starosta Eli Mojal rezignoval na svou funkci 12. prosince 2007, v den, kdy na město dopadlo více než dvacet raket, ze zoufalství nad nečinností izraelské vlády a z důvodu selhání dostačující ochrany obyvatel. Po rozhovoru s ministrem obrany Ehudem Barakem zvážil možnost návratu do funkce starosty.
Neustálé raketové útoky se v lednu 2008 staly tématem článků amerického deníku The New York Times a zpráv na BBC News 24 reportérky Katyi Adler.
Naopak, raketové útoky Izraelských obranných sil do pásma Gazy, byly místními obyvateli během operace izraelské armády v létě roku 2014 sledovány jako živé představení, kdy si obyvatelé města v menších skupinkách přinesly židle na vyvýšená místa s výhledem na severní část pásma Gazy a sledovali je, přičemž někteří tleskali.
V květnu 2011 navštívil Sderot britský velvyslanec v Izraeli, setkal se s tehdejším starostou Davidem Buskilou, který mu ukázal utrpení nevinných dětí jak židovského tak arabského původu. V říjnu 2013 byl zvolen starostou města Alon Davidi.
Dne 7. října 2023 útočníci z hnutí Hamás napadli Sderot, zapojili se do přestřelek s izraelskou policií i civilisty v ulicích města a obsadili policejní stanici ve Sderotu. Během bojů bylo zabito nejméně dvacet příslušníků izraelské policie. V noci ze 7. na 8. října začaly izraelské obranné síly čistit město od teroristů.

## Demografie
Podle údajů z roku 2009 tvořili naprostou většinu obyvatel Židé – přibližně 19 500 osob (včetně statistické kategorie „ostatní“, která zahrnuje nearabské obyvatele židovského původu, ale bez formální příslušnosti k židovskému náboženství, přibližně 20 600 osob). Podle Izraelského statistického úřadu (CBS) zde k roku 2001 žilo 9500 mužů a 9700 žen. Věkové rozvrstvení obyvatelstva je 36,5 % ve věku do 19 let, 16,2 % mezi 20 a 29 lety, 19,6 % mezi 30 a 44 lety, 14,3 % mezi 45 a 59 lety, 3,8 % mezi 60 a 64 lety a 9,5 % starších 65 let. Populační růst byl k roku 2004 0,7 %.
Jde o středně velkou obec městského typu s dlouhodobě stagnující populací. K 31. prosinci 2014 zde žilo 22 500 lidí.
Dle údajů cenzu z roku 1961 podíl severoafrických židovských imigrantů, zejména z Maroka, dosahoval 87 %, zatímco 11 % obyvatel byli židovští imigranti z Kurdistánu. V 50. letech 20. století město dále absorbovalo velké množství imigrantů z Maroka a Rumunska. V 90. letech znovu Sderot absorboval velké množství imigrantů během aliji z bývalého Sovětského svazu (a to především Horští Židé z Ázerbájdžánu, Čečenska a Dagestánu) a v tomto desetiletí se jeho populace zdvojnásobila. 
Podle CBS se k roku 2000 nacházelo ve městě 6301 občanů pobírajících mzdu a 367 osob samostatně výdělečně činných. Průměrná měsíční mzda v roce 2000 byla 3845 NIS (Nový izraelský šekel). Průměrná měsíční mzda muže je 4911 NIS oproti 2665 NIS u žen. Průměrný příjem osob samostatně výdělečně činných je 5387 NIS. 603 obyvatel pobírá dávky v nezaměstnanosti a 3183 obyvatel pobírá příspěvky ke mzdě.
| Rok  | Obyvatelé |
| ---- | --------- |
| 1951 | 172       |
| 1952 | 441       |
| 1953 | 460       |
| 1954 | 446       |
| 1955 | 1 010     |
| 1956 | 2 693     |
| 1957 | 2 900     |
| 1958 | 2 950     |
| 1959 | 3 200     |
| 1960 | 3 500     |
| 1961 | 3 900     |
| 1962 | 5 300     |

| Rok  | Obyvatelé |
| ---- | --------- |
| 1963 | 5 600     |
| 1964 | 6 250     |
| 1965 | 6 500     |
| 1966 | 6 600     |
| 1967 | 6 700     |
| 1968 | 6 750     |
| 1969 | 7 100     |
| 1970 | 7 500     |
| 1971 | 7 600     |
| 1972 | 7 500     |
| 1973 | 8 000     |
| 1974 | 8 400     |

| Rok  | Obyvatelé |
| ---- | --------- |
| 1975 | 8 500     |
| 1976 | 8 500     |
| 1977 | 8 300     |
| 1978 | 8 300     |
| 1979 | 8 500     |
| 1980 | 8 700     |
| 1981 | 8 700     |
| 1982 | 9 000     |
| 1983 | 9 000     |
| 1984 | 9 300     |
| 1985 | 9 300     |
| 1986 | 9 400     |

| Rok  | Obyvatelé |
| ---- | --------- |
| 1987 | 9 400     |
| 1988 | 9 500     |
| 1989 | 9 700     |
| 1990 | 10 000    |
| 1991 | 11 400    |
| 1992 | 13 000    |
| 1993 | 14 600    |
| 1994 | 17 000    |
| 1995 | 17 311    |
| 1996 | 17 939    |
| 1997 | 18 339    |
| 1998 | 18 647    |

| Rok  | Obyvatelé |
| ---- | --------- |
| 1999 | 18 900    |
| 2000 | 19 175    |
| 2001 | 19 227    |
| 2002 | 19 400    |
| 2003 | 19 800    |
| 2004 | 20 000    |
| 2005 | 20 000    |
| 2006 | 19 800    |
| 2007 | 19 300    |
| 2008 | 20 700    |
| 2009 | 20 700    |
| 2010 | 21 100    |

| Rok  | Obyvatelé |
| ---- | --------- |
| 2011 | 21 000    |
| 2012 | 21 600    |
| 2013 | 21 900    |
| 2014 | 22 500    |
| 2015 | 23 100    |
| 2016 | 24 000    |
| 2017 | 25 100    |
| 2018 | 26 500    |